# Neocalyptis felina
Neocalyptis felina (Meyrick, 1926) è una falena appartenente alla famiglia Tortricidae, diffusa nel Borneo.